# Maria Dolors Renau i Manén
Maria Dolors Renau i Manén (Barcelona, 15 de novembre de 1936 - Sant Cugat del Vallès, 29 d'agost de 2019) fou una psicòloga i pedagoga catalana.

## Biografia
Filla d'Antoni Renau Hornos i de Maria Dolors Manén i Jordana, i cosina de Enric Renau i Folch. Llicenciada en psicologia i pedagogia, treballà en el col·lectiu de mestres Rosa Sensat i fou directora de l'escola d'Educadors "Flor de Maig" de la Diputació de Barcelona. A les eleccions generals espanyoles de 1982 i 1989 fou diputada pel PSC-PSOE per la província de Barcelona. També ha estat Parlamentària al Parlament Europeu per designació de les Corts Generals, entre 1986 i 1987 i presidenta de la Internacional Socialista de les Dones des d'octubre de 1999 a octubre del 2003.
 Va publicar articles a revistes com Cuadernos de Pedagogía i Leviatán. A 1993 va ser cap del Gabinet de Relacions Internacionals de la Diputació de Barcelona i assessora de l'Institut Català de la Dona.
L'any 2008 rebé la Medalla al treball President Macià i l'any 2011 la Creu de Sant Jordi de la Generalitat de Catalunya com a reconeixement a la tasca dels primers diputats catalans al Parlament Europeu.

## Obres
- Els Inicis del llenguatge i la comunicació en l'infant : de 0 a 3 anys : bases per ajudar al seu desenvolupament (1980)
- Maternidad, infancia, feminismo a Sistema, revista de ciencias sociales (1990)
- Abráceme un rato, por favor (1997)
- Feminismo y progreso global a Leviatan (1999)